# 대한민국 제18대 국회
제18대 대한민국 국회는 2008년 4월 9일의 총선거에 의해 국회의원을 선출하여, 같은 해 5월 30일부터 그 임기가 개시되었다. 국회의원 총원(總員)은 299명이다. 이는 보수성향의 정당이 과반수를 확보한 국회이다.

## 임기
4년 (2008년 5월 30일 ~ 2012년 5월 29일)

## 국회의 구성

### 의장·부의장
| 임기       | 2008년 7월 10일 ~ 2010년 6월 7일 | 2008년 7월 10일 ~ 2010년 6월 7일 | 2010년 6월 8일 ~ 2012년 5월 29일 | 2010년 6월 8일 ~ 2012년 5월 29일 |
| 국회의장   | 김형오                           | 김형오                           | 박희태                           | 박희태                           |
| 국회부의장 | 이윤성 (한나라당)                | 문희상 (통합민주당)              | 정의화 (한나라당)                | 홍재형 (민주당)                  |

### 국회의원
- 제18대 국회의원 명단

#### 정당별 구성
| 구분       | 정당 | 정당         | 2008년 총선 결과  | 2008년 총선 결과  | 2008년 총선 결과  | 2012년 임기 종료    | 2012년 임기 종료    | 2012년 임기 종료    |
| 구분       | 정당 | 정당         | 지역구            | 비례대표          | 합계              | 지역구              | 비례대표            | 합계                |
| ---------- | ---- | ------------ | ----------------- | ----------------- | ----------------- | ------------------- | ------------------- | ------------------- |
| 교섭단체   |      | 새누리당     | 131석             | 22석              | 153석             | 135석               | 30석                | 165석               |
| 교섭단체   |      | 민주통합당   | 민주당의 후신     | 민주당의 후신     | 민주당의 후신     | 66석                | 15석                | 81석                |
| 교섭단체   |      | 민주당       | 66석              | 15석              | 81석              | 민주통합당으로 승계 | 민주통합당으로 승계 | 민주통합당으로 승계 |
| 비교섭단체 |      | 자유선진당   | 14석              | 4석               | 18석              | 10석                | 4석                 | 14석                |
| 비교섭단체 |      | 통합진보당   | 민주노동당의 후신 | 민주노동당의 후신 | 민주노동당의 후신 | 4석                 | 3석                 | 7석                 |
| 비교섭단체 |      | 창조한국당   | 1석               | 2석               | 3석               | 0석                 | 2석                 | 2석                 |
| 비교섭단체 |      | 국민생각     | 신생 정당         | 신생 정당         | 신생 정당         | 1석                 | 0석                 | 1석                 |
| 비교섭단체 |      | 미래희망연대 | 6석               | 8석               | 14석              | 새누리당으로 합당   | 새누리당으로 합당   | 새누리당으로 합당   |
| 비교섭단체 |      | 민주노동당   | 2석               | 3석               | 5석               | 통합진보당으로 합당 | 통합진보당으로 합당 | 통합진보당으로 합당 |
| 비교섭단체 |      | 무소속       | 25석              | -                 | 25석              | 24석                | 0석                 | 24석                |
| 비교섭단체 | 재적 | 재적         | 245석             | 54석              | 299석             | 240석               | 54석                | 294석               |

#### 국회의원의 당선 횟수
- 제18대 국회에서 가장 많이 선출된 횟수는 7선으로, 자유선진당 비례대표인 조순형 의원[3]이다.
  - 그 다음으로 가장 많이 선출된 횟수는 6선으로, 이상득·정몽준[4]·홍사덕[5] (이상 한나라당), 서청원 (친박연대) 의원이다.
- 제18대 국회의 초선 의원은 모두 134명이다. (전체 정원의 약 44.8%)

### 상임위원회
| 위원회                     | 이름   | 소속정당   |
| -------------------------- | ------ | ---------- |
| 국회운영위원회             | 홍준표 | 한나라당   |
| 국회운영위원회             | 안상수 | 한나라당   |
| 법제사법위원회             | 유선호 | 통합민주당 |
| 정무위원회                 | 김영선 | 한나라당   |
| 기획재정위원회             | 서병수 | 한나라당   |
| 외교통상통일위원회         | 박진   | 한나라당   |
| 국방위원회                 | 김학송 | 한나라당   |
| 행정안전위원회             | 조진형 | 한나라당   |
| 교육과학기술위원회         | 김부겸 | 통합민주당 |
| 교육과학기술위원회         | 이종걸 | 통합민주당 |
| 문화체육관광방송통신위원회 | 고흥길 | 한나라당   |
| 농림수산식품위원회         | 이낙연 | 통합민주당 |
| 지식경제위원회             | 정장선 | 통합민주당 |
| 보건복지가족위원회         | 변웅전 | 자유선진당 |
| 환경노동위원회             | 추미애 | 통합민주당 |
| 국토해양위원회             | 이병석 | 한나라당   |
| 정보위원회                 | 최병국 | 한나라당   |
| 여성위원회                 | 신낙균 | 통합민주당 |
| 예산결산특별위원회         | 이한구 | 한나라당   |
| 예산결산특별위원회         | 심재철 | 한나라당   |
| 윤리특별위원회             | 심재철 | 한나라당   |
| 윤리특별위원회             | 이한구 | 한나라당   |

| 위원회                     | 이름   | 소속정당   |
| -------------------------- | ------ | ---------- |
| 국회운영위원회             | 김무성 | 한나라당   |
| 국회운영위원회             | 황우여 | 한나라당   |
| 법제사법위원회             | 우윤근 | 민주당     |
| 정무위원회                 | 허태열 | 한나라당   |
| 기획재정위원회             | 김성조 | 한나라당   |
| 외교통상통일위원회         | 원희룡 | 한나라당   |
| 외교통상통일위원회         | 남경필 | 한나라당   |
| 외교통상통일위원회         | 김충환 | 한나라당   |
| 국방위원회                 | 원유철 | 한나라당   |
| 행정안전위원회             | 안경률 | 한나라당   |
| 교육과학기술위원회         | 변재일 | 민주당     |
| 문화체육관광방송통신위원회 | 정병국 | 한나라당   |
| 농림수산식품위원회         | 최인기 | 민주당     |
| 지식경제위원회             | 김영환 | 민주당     |
| 보건복지위원회             | 이재선 | 자유선진당 |
| 환경노동위원회             | 김성순 | 민주당     |
| 국토해양위원회             | 송광호 | 한나라당   |
| 정보위원회                 | 정진석 | 한나라당   |
| 정보위원회                 | 권영세 | 한나라당   |
| 여성가족위원회             | 최영희 | 민주당     |
| 예산결산특별위원회         | 이주영 | 한나라당   |
| 윤리특별위원회             | 정갑윤 | 한나라당   |

## 연혁
2008년 5월 30일 임기가 시작된 18대 국회는 6월 5일 개원, 국회의장을 선출하고 본회의를 열고자 하였으나, 미국산 쇠고기 수입과 관련하여 야당 의원들이 정부와 여당의 태도에 반발, 개원을 거부하여 한동안 개원이 지연되었다. 한 달 간의 진통 끝에 통합민주당이 개원에 합의하여 7월 10일 첫 본회의가 개최되었다.

## 의석 변동
| 날짜             | 이름              | 소속정당                  | 선거구                           | 사유                                                      | 정당별 증감 | 의석 수 |
| ---------------- | ----------------- | ------------------------- | -------------------------------- | --------------------------------------------------------- | ----------- | --- |
| 2008년 5월 1일   | 김일윤            | 친박연대 → 무소속         | 경북 경주시                      | 친박연대 제명                                             | ±1          | 한나라당 153석 통합민주당 81석 자유선진당 18석 친박연대 13석 민주노동당 5석 창조한국당 3석 무소속 26석                             |
| 2008년 6월 13일  | 강길부            | 무소속 → 한나라당         | 울산 울주군                      | 한나라당 복당                                             | ±1          | 한나라당 154석 통합민주당 81석 자유선진당 18석 친박연대 13석 민주노동당 5석 창조한국당 3석 무소속 26석                             |
| 2008년 6월 23일  | 김세연            | 무소속 → 한나라당         | 부산 금정구                      | 한나라당 입당                                             | ±1          | 한나라당 155석 통합민주당 81석 자유선진당 18석 친박연대 13석 민주노동당 5석 창조한국당 3석 무소속 26석                             |
| 2008년 7월 6일   |                   |                           | 통합민주당 → 민주당              | 당명 변경                                                 |             | 한나라당 155석 통합민주당 81석 자유선진당 18석 친박연대 13석 민주노동당 5석 창조한국당 3석 무소속 26석                             |
| 2008년 7월 10일  | 김형오            | 한나라당 → 무소속         | 부산 영도구                      | 국회의장 선출에 따라 한나라당 탈당                        | ±1          | 한나라당 154석 통합민주당 81석 자유선진당 18석 친박연대 13석 민주노동당 5석 창조한국당 3석 무소속 27석                             |
| 2008년 7월 11일  | 박대해            | 친박연대 → 한나라당       | 부산 연제구                      | 친박연대 탈당 한나라당 입당                               | ±5          | 한나라당 172석 통합민주당 81석 자유선진당 18석 친박연대 8석 민주노동당 5석 창조한국당 3석 무소속 12석                              |
| 2008년 7월 11일  | 홍사덕            | 친박연대 → 한나라당       | 대구 서구                        | 친박연대 탈당 한나라당 입당                               | ±5          | 한나라당 172석 통합민주당 81석 자유선진당 18석 친박연대 8석 민주노동당 5석 창조한국당 3석 무소속 12석                              |
| 2008년 7월 11일  | 박종근            | 친박연대 → 한나라당       | 대구 달서구 갑                   | 친박연대 탈당 한나라당 입당                               | ±5          | 한나라당 172석 통합민주당 81석 자유선진당 18석 친박연대 8석 민주노동당 5석 창조한국당 3석 무소속 12석                              |
| 2008년 7월 11일  | 조원진            | 친박연대 → 한나라당       | 대구 달서구 병                   | 친박연대 탈당 한나라당 입당                               | ±5          | 한나라당 172석 통합민주당 81석 자유선진당 18석 친박연대 8석 민주노동당 5석 창조한국당 3석 무소속 12석                              |
| 2008년 7월 11일  | 홍장표            | 친박연대 → 한나라당       | 경기 안산시 상록구 을            | 친박연대 탈당 한나라당 입당                               | ±5          | 한나라당 172석 통합민주당 81석 자유선진당 18석 친박연대 8석 민주노동당 5석 창조한국당 3석 무소속 12석                              |
| 2008년 7월 11일  | 이경재            | 무소속 → 한나라당         | 인천 서구·강화군 을              | 한나라당 복당                                             | ±12         | 한나라당 172석 통합민주당 81석 자유선진당 18석 친박연대 8석 민주노동당 5석 창조한국당 3석 무소속 12석                              |
| 2008년 7월 11일  | 한선교            | 무소속 → 한나라당         | 경기 용인시 수지구               | 한나라당 복당                                             | ±12         | 한나라당 172석 통합민주당 81석 자유선진당 18석 친박연대 8석 민주노동당 5석 창조한국당 3석 무소속 12석                              |
| 2008년 7월 11일  | 이해봉            | 무소속 → 한나라당         | 대구 달서구 을                   | 한나라당 복당                                             | ±12         | 한나라당 172석 통합민주당 81석 자유선진당 18석 친박연대 8석 민주노동당 5석 창조한국당 3석 무소속 12석                              |
| 2008년 7월 11일  | 김태환            | 무소속 → 한나라당         | 경북 구미시 을                   | 한나라당 복당                                             | ±12         | 한나라당 172석 통합민주당 81석 자유선진당 18석 친박연대 8석 민주노동당 5석 창조한국당 3석 무소속 12석                              |
| 2008년 7월 11일  | 성윤환            | 무소속 → 한나라당         | 경북 상주시                      | 한나라당 복당                                             | ±12         | 한나라당 172석 통합민주당 81석 자유선진당 18석 친박연대 8석 민주노동당 5석 창조한국당 3석 무소속 12석                              |
| 2008년 7월 11일  | 이인기            | 무소속 → 한나라당         | 경북 고령군·성주군·칠곡군        | 한나라당 복당                                             | ±12         | 한나라당 172석 통합민주당 81석 자유선진당 18석 친박연대 8석 민주노동당 5석 창조한국당 3석 무소속 12석                              |
| 2008년 7월 11일  | 정해걸            | 무소속 → 한나라당         | 경북 군위군·의성군·청송군        | 한나라당 복당                                             | ±12         | 한나라당 172석 통합민주당 81석 자유선진당 18석 친박연대 8석 민주노동당 5석 창조한국당 3석 무소속 12석                              |
| 2008년 7월 11일  | 유기준            | 무소속 → 한나라당         | 부산 서구                        | 한나라당 복당                                             | ±12         | 한나라당 172석 통합민주당 81석 자유선진당 18석 친박연대 8석 민주노동당 5석 창조한국당 3석 무소속 12석                              |
| 2008년 7월 11일  | 이진복            | 무소속 → 한나라당         | 부산 동래구                      | 한나라당 복당                                             | ±12         | 한나라당 172석 통합민주당 81석 자유선진당 18석 친박연대 8석 민주노동당 5석 창조한국당 3석 무소속 12석                              |
| 2008년 7월 11일  | 김무성            | 무소속 → 한나라당         | 부산 남구 을                     | 한나라당 복당                                             | ±12         | 한나라당 172석 통합민주당 81석 자유선진당 18석 친박연대 8석 민주노동당 5석 창조한국당 3석 무소속 12석                              |
| 2008년 7월 11일  | 유재중            | 무소속 → 한나라당         | 부산 수영구                      | 한나라당 복당                                             | ±12         | 한나라당 172석 통합민주당 81석 자유선진당 18석 친박연대 8석 민주노동당 5석 창조한국당 3석 무소속 12석                              |
| 2008년 7월 11일  | 최구식            | 무소속 → 한나라당         | 경남 진주시 갑                   | 한나라당 복당                                             | ±12         | 한나라당 172석 통합민주당 81석 자유선진당 18석 친박연대 8석 민주노동당 5석 창조한국당 3석 무소속 12석                              |
| 2008년 7월 11일  | 김광림            | 무소속 → 한나라당         | 경북 안동시                      | 한나라당 입당                                             | ±1          | 한나라당 172석 통합민주당 81석 자유선진당 18석 친박연대 8석 민주노동당 5석 창조한국당 3석 무소속 12석                              |
| 2008년 8월 21일  | 박지원            | 무소속 → 민주당           | 전남 목포시                      | 민주당 복당                                               | ±2          | 한나라당 172석 민주당 83석 자유선진당 18석 친박연대 8석 민주노동당 5석 창조한국당 3석 무소속 10석                                  |
| 2008년 8월 21일  | 김영록            | 무소속 → 민주당           | 전남 해남군·완도군·진도군        | 민주당 복당                                               | ±2          | 한나라당 172석 민주당 83석 자유선진당 18석 친박연대 8석 민주노동당 5석 창조한국당 3석 무소속 10석                                  |
| 2008년 12월 11일 | 이무영            | 무소속                    | 전북 전주시 완산구 갑            | 대법원에서 당선 무효 판결으로 의원직 상실                 | -1          | 한나라당 172석 민주당 82석 자유선진당 18석 친박연대 8석 민주노동당 5석 창조한국당 2석 무소속 9석                                   |
| 2008년 12월 11일 | 이한정            | 창조한국당                | 비례대표                         | 대법원에서 당선 무효 판결으로 의원직 상실                 | -1          | 한나라당 172석 민주당 82석 자유선진당 18석 친박연대 8석 민주노동당 5석 창조한국당 2석 무소속 9석                                   |
| 2009년 1월 8일   | 유원일            | 창조한국당                | 비례대표                         | 이한정 의원직 상실 관계로 비례의원 승계                   | +1          | 한나라당 172석 민주당 82석 자유선진당 18석 친박연대 8석 민주노동당 5석 창조한국당 3석 무소속 9석                                   |
| 2009년 1월 15일  | 구본철            | 한나라당                  | 인천 부평구 을                   | 대법원에서 당선 무효형 판결으로 의원직 상실               | -1          | 한나라당 171석 민주당 82석 자유선진당 18석 친박연대 8석 민주노동당 5석 창조한국당 3석 무소속 8석                                   |
| 2009년 3월 3일   | 이달곤            | 한나라당                  | 비례대표                         | 행정안전부 장관 임명 관계로 의원직 사퇴                   | -1          | 한나라당 170석 민주당 83석 자유선진당 18석 친박연대 8석 민주노동당 5석 창조한국당 3석 무소속 7석                                   |
| 2009년 3월 3일   | 이윤석            | 무소속 → 민주당           | 전남 무안군·신안군               | 민주당 복당                                               | ±1          | 한나라당 170석 민주당 83석 자유선진당 18석 친박연대 8석 민주노동당 5석 창조한국당 3석 무소속 7석                                   |
| 2009년 3월 4일   | 이두아            | 한나라당                  | 비례대표                         | 이달곤 의원직 사퇴 관계로 비례대표 승계                   | +1          | 한나라당 171석 민주당 83석 자유선진당 18석 친박연대 8석 민주노동당 5석 창조한국당 3석 무소속 7석                                   |
| 2009년 3월 12일  | 윤두환            | 한나라당                  | 울산 북구                        | 대법원에서 당선 무효 판결에 따라 의원직 상실              | -1          | 한나라당 170석 민주당 83석 자유선진당 18석 친박연대 8석 민주노동당 5석 창조한국당 3석 무소속 7석                                   |
| 2009년 4월 30일  | 홍영표            | 민주당                    | 인천 부평구 을                   | 재선거 당선                                               | +1          | 한나라당 170석 민주당 84석 자유선진당 18석 친박연대 8석 민주노동당 5석 창조한국당 3석 진보신당 1석 무소속 10석                     |
| 2009년 4월 30일  | 조승수            | 진보신당                  | 울산 북구                        | 재선거 당선                                               | +1          | 한나라당 170석 민주당 84석 자유선진당 18석 친박연대 8석 민주노동당 5석 창조한국당 3석 진보신당 1석 무소속 10석                     |
| 2009년 4월 30일  | 신건              | 무소속                    | 전북 전주시 완산구 갑            | 재선거 당선                                               | +3          | 한나라당 170석 민주당 84석 자유선진당 18석 친박연대 8석 민주노동당 5석 창조한국당 3석 진보신당 1석 무소속 10석                     |
| 2009년 4월 30일  | 정동영            | 무소속                    | 전북 전주시 덕진구               | 재선거 당선                                               | +3          | 한나라당 170석 민주당 84석 자유선진당 18석 친박연대 8석 민주노동당 5석 창조한국당 3석 진보신당 1석 무소속 10석                     |
| 2009년 4월 30일  | 정수성            | 무소속                    | 경북 경주시                      | 재선거 당선                                               | +3          | 한나라당 170석 민주당 84석 자유선진당 18석 친박연대 8석 민주노동당 5석 창조한국당 3석 진보신당 1석 무소속 10석                     |
| 2009년 5월 14일  | 양정례            | 친박연대                  | 비례대표                         | 대법원에서 당선 무효 판결에 따라 의원직 상실              | -3          | 한나라당 170석 민주당 84석 자유선진당 18석 친박연대 5석 민주노동당 5석 창조한국당 3석 진보신당 1석 무소속 10석                     |
| 2009년 5월 14일  | 서청원            | 친박연대                  | 비례대표                         | 대법원에서 당선 무효 판결에 따라 의원직 상실              | -3          | 한나라당 170석 민주당 84석 자유선진당 18석 친박연대 5석 민주노동당 5석 창조한국당 3석 진보신당 1석 무소속 10석                     |
| 2009년 5월 14일  | 김노식            | 친박연대                  | 비례대표                         | 대법원에서 당선 무효 판결에 따라 의원직 상실              | -3          | 한나라당 170석 민주당 84석 자유선진당 18석 친박연대 5석 민주노동당 5석 창조한국당 3석 진보신당 1석 무소속 10석                     |
| 2009년 6월 23일  | 허범도            | 한나라당                  | 경남 양산시                      | 대법원에서 당선 무효 판결에 따라 의원직 상실              | -1          | 한나라당 169석 민주당 84석 자유선진당 18석 친박연대 5석 민주노동당 5석 창조한국당 3석 진보신당 1석 무소속 10석                     |
| 2009년 7월 6일   | 강운태            | 무소속 → 민주당           | 광주 남구                        | 민주당 복당                                               | ±1          | 한나라당 169석 민주당 85석 자유선진당 18석 친박연대 5석 민주노동당 5석 창조한국당 3석 진보신당 1석 무소속 9석                      |
| 2009년 7월 9일   | 정국교            | 민주당                    | 비례대표                         | 대법원에 당선 무효 판결에 따라 의원직 상실                | -1          | 한나라당 169석 민주당 84석 자유선진당 18석 친박연대 5석 민주노동당 5석 창조한국당 3석 진보신당 1석 무소속 9석                      |
| 2009년 7월 23일  | 홍장표            | 한나라당                  | 경기 안산시 상록구 을            | 대법원에 당선 무효 판결에 따라 의원직 상실                | -1          | 한나라당 168석 민주당 84석 자유선진당 18석 친박연대 5석 민주노동당 5석 창조한국당 3석 진보신당 1석 무소속 8석                      |
| 2009년 7월 23일  | 최욱철            | 무소속                    | 강원 강릉시                      | 대법원에 당선 무효 판결에 따라 의원직 상실                | -1          | 한나라당 168석 민주당 84석 자유선진당 18석 친박연대 5석 민주노동당 5석 창조한국당 3석 진보신당 1석 무소속 8석                      |
| 2009년 8월 31일  | 심대평            | 자유선진당 → 무소속       | 충남 공주시·연기군               | 자유선진당 탈당                                           | ±1          | 한나라당 168석 민주당 84석 자유선진당 17석 친박연대 5석 민주노동당 5석 창조한국당 3석 진보신당 1석 무소속 9석                      |
| 2009년 9월 10일  | 박종희            | 한나라당                  | 경기 수원시 장안구               | 대법원에서 당선 무효 판결에 따라 의원직 상실              | -1          | 한나라당 167석 민주당 84석 자유선진당 17석 친박연대 5석 민주노동당 5석 창조한국당 3석 진보신당 1석 무소속 9석                      |
| 2009년 9월 24일  | 김종률            | 민주당                    | 충북 증평군·진천군·괴산군·음성군 | 피선거권 상실                                             | -1          | 한나라당 167석 민주당 83석 자유선진당 17석 친박연대 5석 민주노동당 5석 창조한국당 3석 진보신당 1석 무소속 9석                      |
| 2009년 10월 22일 | 문국현            | 창조한국당                | 서울 은평구 을                   | 대법원에서 당선 무효 판결에 따라 의원직 상실              | -1          | 한나라당 167석 민주당 83석 자유선진당 17석 친박연대 5석 민주노동당 5석 창조한국당 2석 진보신당 1석 무소속 9석                      |
| 2009년 10월 29일 | 이찬열            | 민주당                    | 경기 수원시 장안구               | 재선거 당선                                               | +3          | 한나라당 169석 민주당 86석 자유선진당 17석 친박연대 5석 민주노동당 5석 창조한국당 2석 진보신당 1석 무소속 9석                      |
| 2009년 10월 29일 | 김영환            | 민주당                    | 경기 안산시 상록구 을            | 재선거 당선                                               | +3          | 한나라당 169석 민주당 86석 자유선진당 17석 친박연대 5석 민주노동당 5석 창조한국당 2석 진보신당 1석 무소속 9석                      |
| 2009년 10월 29일 | 정범구            | 민주당                    | 충북 증평군·진천군·괴산군·음성군 | 보궐선거 당선                                             | +3          | 한나라당 169석 민주당 86석 자유선진당 17석 친박연대 5석 민주노동당 5석 창조한국당 2석 진보신당 1석 무소속 9석                      |
| 2009년 10월 29일 | 권성동            | 한나라당                  | 강원 강릉시                      | 재선거 당선                                               | +2          | 한나라당 169석 민주당 86석 자유선진당 17석 친박연대 5석 민주노동당 5석 창조한국당 2석 진보신당 1석 무소속 9석                      |
| 2009년 10월 29일 | 박희태            | 한나라당                  | 경남 양산시                      | 재선거 당선                                               | +2          | 한나라당 169석 민주당 86석 자유선진당 17석 친박연대 5석 민주노동당 5석 창조한국당 2석 진보신당 1석 무소속 9석                      |
| 2009년 11월 3일  | 김진애            | 민주당                    | 비례대표                         | 당선무효 비례대표 승계금지 위헌 결정 비례대표 의원직 승계 | +1          | 한나라당 169석 민주당 87석 자유선진당 17석 친박연대 8석 민주노동당 5석 창조한국당 2석 진보신당 1석 무소속 9석                      |
| 2009년 11월 3일  | 김혜성            | 친박연대                  | 비례대표                         | 당선무효 비례대표 승계금지 위헌 결정 비례대표 의원직 승계 | +3          | 한나라당 169석 민주당 87석 자유선진당 17석 친박연대 8석 민주노동당 5석 창조한국당 2석 진보신당 1석 무소속 9석                      |
| 2009년 11월 3일  | 윤상일            | 친박연대                  | 비례대표                         | 당선무효 비례대표 승계금지 위헌 결정 비례대표 의원직 승계 | +3          | 한나라당 169석 민주당 87석 자유선진당 17석 친박연대 8석 민주노동당 5석 창조한국당 2석 진보신당 1석 무소속 9석                      |
| 2009년 11월 3일  | 김정              | 친박연대                  | 비례대표                         | 당선무효 비례대표 승계금지 위헌 결정 비례대표 의원직 승계 | +3          | 한나라당 169석 민주당 87석 자유선진당 17석 친박연대 8석 민주노동당 5석 창조한국당 2석 진보신당 1석 무소속 9석                      |
| 2010년 1월 20일  | 이용삼            | 민주당                    | 강원 철원군·화천군·양구군·인제군 | 위암으로 사망                                             | -1          | 한나라당 169석 민주당 86석 자유선진당 17석 친박연대 8석 민주노동당 5석 창조한국당 2석 진보신당 1석 무소속 9석                      |
| 2010년 2월 22일  | 신건              | 무소속 → 민주당           | 전북 전주시 완산구 갑            | 민주당 복당                                               | ±2          | 한나라당 169석 민주당 88석 자유선진당 17석 미래희망연대 8석 민주노동당 5석 창조한국당 2석 진보신당 1석 무소속 7석                  |
| 2010년 2월 22일  | 정동영            | 무소속 → 민주당           | 전북 전주시 덕진구               | 민주당 복당                                               | ±2          | 한나라당 169석 민주당 88석 자유선진당 17석 미래희망연대 8석 민주노동당 5석 창조한국당 2석 진보신당 1석 무소속 7석                  |
| 2010년 2월 22일  |                   | 친박연대 → 미래희망연대   |                                  | 당명 변경                                                 |             | 한나라당 169석 민주당 88석 자유선진당 17석 미래희망연대 8석 민주노동당 5석 창조한국당 2석 진보신당 1석 무소속 7석                  |
| 2010년 3월 26일  | 심대평            | 무소속 → 국민중심연합     | 충남 공주시·연기군               | 국민중심연합 창당                                         | ±1          | 한나라당 169석 민주당 88석 자유선진당 17석 미래희망연대 8석 민주노동당 5석 창조한국당 2석 국민중심연합 1석 진보신당 1석 무소속 6석 |
| 2010년 4월 12일  | 이시종            | 민주당                    | 충북 충주시                      | 충북지사 출마로 인한 의원직 사퇴                          | -1          | 한나라당 169석 민주당 87석 자유선진당 17석 미래희망연대 8석 민주노동당 5석 창조한국당 2석 국민중심연합 1석 진보신당 1석 무소속 6석 |
| 2010년 4월 26일  | 송영길            | 민주당                    | 인천 계양구 을                   | 인천시장 출마로 인한 의원직 사퇴                          | -1          | 한나라당 169석 민주당 86석 자유선진당 17석 미래희망연대 8석 민주노동당 5석 창조한국당 2석 국민중심연합 1석 진보신당 1석 무소속 6석 |
| 2010년 4월 28일  | 이광재            | 민주당                    | 강원 태백시·영월군·평창군·정선군 | 강원지사 출마로 인한 사퇴                                 | -1          | 한나라당 169석 민주당 85석 자유선진당 17석 미래희망연대 8석 민주노동당 5석 창조한국당 2석 국민중심연합 1석 진보신당 1석 무소속 6석 |
| 2010년 4월 30일  | 이계진            | 한나라당                  | 강원 원주시                      | 강원지사 출마로 인한 의원직 사퇴                          | -1          | 한나라당 168석 민주당 85석 자유선진당 17석 미래희망연대 8석 민주노동당 5석 창조한국당 2석 국민중심연합 1석 진보신당 1석 무소속 6석 |
| 2010년 5월 4일   | 박상돈            | 자유선진당                | 충남 천안시 을                   | 충남지사 출마로 인한 의원직 사퇴                          | -1          | 한나라당 168석 민주당 85석 자유선진당 16석 미래희망연대 8석 민주노동당 5석 창조한국당 2석 국민중심연합 1석 진보신당 1석 무소속 6석 |
| 2010년 5월 7일   | 강운태            | 민주당                    | 광주 남구                        | 광주시장 출마로 인한 의원직 사퇴                          | -1          | 한나라당 168석 민주당 84석 자유선진당 16석 미래희망연대 8석 민주노동당 5석 창조한국당 2석 국민중심연합 1석 진보신당 1석 무소속 6석 |
| 2010년 5월 29일  | 김형오            | 무소속 → 한나라당         | 부산 영도구                      | 국회의장 임기 종료에 따른 한나라당 복당                   | ±1          | 한나라당 169석 민주당 84석 자유선진당 16석 미래희망연대 8석 민주노동당 5석 창조한국당 2석 국민중심연합 1석 진보신당 1석 무소속 5석 |
| 2010년 6월 8일   | 박희태            | 한나라당 → 무소속         | 경남 양산시                      | 국회의장 선출에 따라 한나라당 탈당                        | ±1          | 한나라당 168석 민주당 84석 자유선진당 16석 미래희망연대 8석 민주노동당 5석 창조한국당 2석 국민중심연합 1석 진보신당 1석 무소속 6석 |
| 2010년 7월 16일  | 정진석 → 김성동   | 한나라당                  | 비례대표                         | 정진석 청와대 정무수석 임명으로 사퇴 김성동 승계          |             | 한나라당 168석 민주당 84석 자유선진당 16석 미래희망연대 8석 민주노동당 5석 창조한국당 2석 국민중심연합 1석 진보신당 1석 무소속 6석 |
| 2010년 7월 29일  | 이재오            | 한나라당                  | 서울 은평구 을                   | 재선거 당선                                               | +5          | 한나라당 173석 민주당 87석 자유선진당 16석 미래희망연대 8석 민주노동당 5석 창조한국당 2석 국민중심연합 1석 진보신당 1석 무소속 6석 |
| 2010년 7월 29일  | 이상권            | 한나라당                  | 인천 계양구 을                   | 보궐선거 당선                                             | +5          | 한나라당 173석 민주당 87석 자유선진당 16석 미래희망연대 8석 민주노동당 5석 창조한국당 2석 국민중심연합 1석 진보신당 1석 무소속 6석 |
| 2010년 7월 29일  | 한기호            | 한나라당                  | 강원 철원군·화천군·양구군·인제군 | 보궐선거 당선                                             | +5          | 한나라당 173석 민주당 87석 자유선진당 16석 미래희망연대 8석 민주노동당 5석 창조한국당 2석 국민중심연합 1석 진보신당 1석 무소속 6석 |
| 2010년 7월 29일  | 윤진식            | 한나라당                  | 충북 충주시                      | 보궐선거 당선                                             | +5          | 한나라당 173석 민주당 87석 자유선진당 16석 미래희망연대 8석 민주노동당 5석 창조한국당 2석 국민중심연합 1석 진보신당 1석 무소속 6석 |
| 2010년 7월 29일  | 김호연            | 한나라당                  | 충남 천안시 을                   | 보궐선거 당선                                             | +5          | 한나라당 173석 민주당 87석 자유선진당 16석 미래희망연대 8석 민주노동당 5석 창조한국당 2석 국민중심연합 1석 진보신당 1석 무소속 6석 |
| 2010년 7월 29일  | 장병완            | 민주당                    | 광주 남구                        | 보궐선거 당선                                             | +3          | 한나라당 173석 민주당 87석 자유선진당 16석 미래희망연대 8석 민주노동당 5석 창조한국당 2석 국민중심연합 1석 진보신당 1석 무소속 6석 |
| 2010년 7월 29일  | 박우순            | 민주당                    | 강원 원주시                      | 보궐선거 당선                                             | +3          | 한나라당 173석 민주당 87석 자유선진당 16석 미래희망연대 8석 민주노동당 5석 창조한국당 2석 국민중심연합 1석 진보신당 1석 무소속 6석 |
| 2010년 7월 29일  | 최종원            | 민주당                    | 강원 태백시·영월군·평창군·정선군 | 보궐선거 당선                                             | +3          | 한나라당 173석 민주당 87석 자유선진당 16석 미래희망연대 8석 민주노동당 5석 창조한국당 2석 국민중심연합 1석 진보신당 1석 무소속 6석 |
| 2010년 9월 2일   | 강용석            | 한나라당 → 무소속         | 서울 마포구 을                   | 한나라당 제명                                             | ±1          | 한나라당 172석 민주당 87석 자유선진당 16석 미래희망연대 8석 민주노동당 5석 창조한국당 2석 국민중심연합 1석 진보신당 1석 무소속 7석 |
| 2010년 9월 9일   | 임두성 → 최경희   | 한나라당                  | 비례대표                         | 임두성 정치자금법 위반 혐의로 당선무효형 최경희 승계      |             | 한나라당 172석 민주당 87석 자유선진당 16석 미래희망연대 8석 민주노동당 5석 창조한국당 2석 국민중심연합 1석 진보신당 1석 무소속 7석 |
| 2010년 10월 1일  | 임태희            | 한나라당                  | 경기 성남시 분당구 을            | 청와대 대통령실장 임명으로 사퇴                           | -1          | 한나라당 171석 민주당 87석 자유선진당 16석 미래희망연대 8석 민주노동당 5석 창조한국당 2석 국민중심연합 1석 진보신당 1석 무소속 7석 |
| 2010년 12월 10일 | 최철국            | 민주당                    | 경남 김해시 을                   | 정치자금법 위반으로 의원직 상실                           | -1          | 한나라당 171석 민주당 86석 자유선진당 16석 미래희망연대 8석 민주노동당 5석 창조한국당 2석 국민중심연합 1석 진보신당 1석 무소속 7석 |
| 2011년 1월 27일  | 서갑원            | 민주당                    | 전남 순천시                      | 정치자금법 위반으로 의원직 상실                           | -1          | 한나라당 171석 민주당 85석 자유선진당 16석 미래희망연대 8석 민주노동당 5석 창조한국당 2석 국민중심연합 1석 진보신당 1석 무소속 7석 |
| 2011년 4월 5일   | 최문순 → 김학재   | 민주당                    | 비례대표                         | 최문순 강원지사 출마로 인한 의원직 사퇴 김학재 승계       | ±1          | 한나라당 171석 민주당 85석 자유선진당 16석 미래희망연대 8석 민주노동당 5석 창조한국당 2석 국민중심연합 1석 진보신당 1석 무소속 7석 |
| 2011년 4월 11일  | 송훈석            | 무소속 → 민주당           | 강원 속초시·고성군·양양군        | 민주당 입당                                               | ±1          | 한나라당 171석 민주당 86석 자유선진당 16석 미래희망연대 8석 민주노동당 5석 창조한국당 2석 국민중심연합 1석 진보신당 1석 무소속 6석 |
| 2011년 4월 28일  | 손학규            | 민주당                    | 경기 성남시 분당구 을            | 보궐선거 당선                                             | +1          | 한나라당 172석 민주당 87석 자유선진당 16석 미래희망연대 8석 민주노동당 6석 창조한국당 2석 국민중심연합 1석 진보신당 1석 무소속 6석 |
| 2011년 4월 28일  | 김선동            | 민주노동당                | 전남 순천시                      | 보궐선거 당선                                             | +1          | 한나라당 172석 민주당 87석 자유선진당 16석 미래희망연대 8석 민주노동당 6석 창조한국당 2석 국민중심연합 1석 진보신당 1석 무소속 6석 |
| 2011년 4월 28일  | 김태호            | 한나라당                  | 경남 김해시 을                   | 보궐선거 당선                                             | +1          | 한나라당 172석 민주당 87석 자유선진당 16석 미래희망연대 8석 민주노동당 6석 창조한국당 2석 국민중심연합 1석 진보신당 1석 무소속 6석 |
| 2011년 6월 9일   | 공성진            | 한나라당                  | 서울 강남구 을                   | 대법원에서 정치자금법 위반으로 의원직 상실                | -1          | 한나라당 171석 민주당 87석 자유선진당 16석 미래희망연대 8석 민주노동당 6석 창조한국당 2석 국민중심연합 1석 진보신당 1석 무소속 6석 |
| 2011년 6월 10일  | 현경병            | 한나라당                  | 서울 노원구 갑                   | 대법원에서 정치자금법 위반으로 의원직 상실                | -1          | 한나라당 170석 민주당 87석 자유선진당 16석 미래희망연대 8석 민주노동당 6석 창조한국당 2석 국민중심연합 1석 진보신당 1석 무소속 6석 |
| 2011년 8월 4일   | 김효재            | 한나라당                  | 서울 성북구 을                   | 청와대 정무수석 임명으로 의원직 사퇴                      | -1          | 한나라당 169석 민주당 87석 자유선진당 16석 미래희망연대 8석 민주노동당 6석 창조한국당 2석 국민중심연합 1석 진보신당 1석 무소속 6석 |
| 2011년 9월 28일  | 나경원            | 한나라당                  | 서울 중구                        | 서울시장 보궐선거 출마로 인한 의원직 사퇴                 | -1          | 한나라당 168석 민주당 87석 자유선진당 16석 미래희망연대 8석 민주노동당 6석 창조한국당 2석 국민중심연합 1석 진보신당 1석 무소속 6석 |
| 2011년 10월 4일  | 김금래 → 이영애   | 한나라당                  | 비례대표                         | 여성가족부장관 임명으로 사퇴 이영애 승계                  | ±1          | 한나라당 168석 민주당 87석 자유선진당 16석 미래희망연대 8석 민주노동당 6석 창조한국당 2석 국민중심연합 1석 무소속 7석              |
| 2011년 10월 4일  | 조승수            | 진보신당 → 무소속         | 울산 북구                        | 진보신당 탈당                                             | ±1          | 한나라당 168석 민주당 87석 자유선진당 16석 미래희망연대 8석 민주노동당 6석 창조한국당 2석 국민중심연합 1석 무소속 7석              |
| 2011년 10월 10일 | 심대평            | 국민중심연합 → 자유선진당 | 충남 공주시·연기군               | 국민중심연합&자유선진당 합당                              | ±1          | 한나라당 168석 민주당 87석 자유선진당 18석 미래희망연대 8석 민주노동당 6석 창조한국당 2석 무소속 6석                               |
| 2011년 10월 10일 | 이인제            | 무소속 → 자유선진당       | 충남 논산시·계룡시·금산군        | 자유선진당 입당                                           | ±1          | 한나라당 168석 민주당 87석 자유선진당 18석 미래희망연대 8석 민주노동당 6석 창조한국당 2석 무소속 6석                               |
| 2011년 11월 10일 | 정수성            | 무소속 → 한나라당         | 경북 경주시                      | 한나라당 입당                                             | ±1          | 한나라당 169석 민주당 87석 자유선진당 18석 미래희망연대 8석 민주노동당 6석 창조한국당 2석 무소속 5석                               |
| 2011년 12월 6일  |                   | 민주노동당 → 통합진보당   |                                  | 민주노동당, 국민참여당, 새진보통합연대 신설합당           |             | 한나라당 169석 민주당 87석 자유선진당 18석 미래희망연대 8석 통합진보당 7석 창조한국당 2석 무소속 4석                               |
| 2011년 12월 6일  | 조승수            | 무소속 → 통합진보당       | 울산 북구                        | 민주노동당, 국민참여당, 새진보통합연대 신설합당           | ±1          | 한나라당 169석 민주당 87석 자유선진당 18석 미래희망연대 8석 통합진보당 7석 창조한국당 2석 무소속 4석                               |
| 2011년 12월 11일 | 이용희            | 자유선진당 → 민주당       | 충북 보은군·옥천군·영동군        | 당적 변경                                                 | ±1          | 한나라당 169석 민주당 88석 자유선진당 17석 미래희망연대 8석 통합진보당 7석 창조한국당 2석 무소속 4석                               |
| 2011년 12월 16일 |                   | 민주당 → 민주통합당       |                                  | 민주당과 시민통합당과 신설합당                            |             | 한나라당 169석 민주통합당 88석 자유선진당 17석 미래희망연대 8석 통합진보당 7석 창조한국당 2석 무소속 4석                           |
| 2011년 12월 31일 | 김창수            | 자유선진당 → 무소속       | 대전 대덕구                      | 자유선진당 탈당                                           | ±1          | 한나라당 169석 민주통합당 89석 자유선진당 15석 미래희망연대 8석 통합진보당 7석 창조한국당 2석 무소속 5석                           |
| 2011년 12월 31일 | 이상민            | 자유선진당 → 민주통합당   | 대전 유성구                      | 당적변경                                                  | ±1          | 한나라당 169석 민주통합당 89석 자유선진당 15석 미래희망연대 8석 통합진보당 7석 창조한국당 2석 무소속 5석                           |
| 2012년 1월 2일   | 최구식            | 한나라당 → 무소속         | 경남 진주시 갑                   | 한나라당 탈당                                             | ±1          | 한나라당 168석 민주통합당 89석 자유선진당 15석 미래희망연대 8석 통합진보당 7석 창조한국당 2석 무소속 6석                           |
| 2012년 1월 25일  | 유원일 → 선경식   | 창조한국당                | 비례대표                         | 유원일 의원직 사퇴, 선경식 승계                           |             | 한나라당 168석 민주통합당 89석 자유선진당 15석 미래희망연대 8석 통합진보당 7석 창조한국당 2석 무소속 6석                           |
| 2012년 2월 2일   |                   | 미래희망연대 → 한나라당   |                                  | 미래희망연대와 한나라당의 합당                            |             | 한나라당 176석 민주통합당 89석 자유선진당 15석 통합진보당 7석 창조한국당 2석 무소속 6석                                            |
| 2012년 2월 12일  |                   | 한나라당 → 새누리당       |                                  | 당명변경                                                  |             | 새누리당 176석 민주통합당 89석 자유선진당 15석 통합진보당 7석 창조한국당 2석 무소속 6석                                            |
| 2012년 3월 7일   | 허천              | 새누리당 → 무소속         | 강원 춘천                        | 새누리당 탈당                                             | ±1          | 새누리당 175석 민주통합당 89석 자유선진당 15석 통합진보당 7석 창조한국당 2석 무소속 7석                                            |
| 2012년 3월 8일   | 이윤성            | 새누리당 → 무소속         | 인천 남동구 갑                   | 새누리당 탈당                                             | ±1          | 새누리당 174석 민주통합당 89석 자유선진당 15석 통합진보당 7석 창조한국당 2석 무소속 8석                                            |
| 2012년 3월 9일   | 전여옥            | 새누리당 → 국민생각       | 서울 영등포구 갑                 | 새누리당 탈당 및 국민생각 입당                            | ±1          | 새누리당 173석 민주통합당 88석 자유선진당 15석 통합진보당 7석 창조한국당 2석 국민생각 1석 무소속 9석                               |
| 2012년 3월 9일   | 최인기            | 민주통합당 → 무소속       | 전북 나주시·화순군               | 민주통합당 탈당                                           | ±1          | 새누리당 173석 민주통합당 88석 자유선진당 15석 통합진보당 7석 창조한국당 2석 국민생각 1석 무소속 9석                               |
| 2012년 3월 11일  | 박종근            | 새누리당 → 무소속         | 대구 달서구 갑                   | 새누리당 탈당                                             | ±1          | 새누리당 172석 민주통합당 88석 자유선진당 15석 통합진보당 7석 창조한국당 2석 국민생각 1석 무소속 10석                              |
| 2012년 3월 12일  | 최병국            | 새누리당 → 무소속         | 울산 남구 갑                     | 새누리당 탈당                                             | ±1          | 새누리당 171석 민주통합당 88석 자유선진당 15석 통합진보당 7석 창조한국당 2석 국민생각 1석 무소속 11석                              |
| 2012년 3월 13일  | 김충조            | 민주통합당 → 무소속       | 비례대표                         | 민주통합당 탈당 및 의원직 상실                            | -1          | 새누리당 171석 민주통합당 87석 자유선진당 14석 통합진보당 7석 창조한국당 2석 국민생각 1석 무소속 11석                              |
| 2012년 3월 14일  | 조영택            | 민주통합당 → 무소속       | 광주 서구 을                     | 민주통합당 탈당                                           | ±2          | 새누리당 171석 민주통합당 85석 자유선진당 14석 통합진보당 7석 창조한국당 2석 국민생각 1석 무소속 14석                              |
| 2012년 3월 14일  | 강봉균            | 민주통합당 → 무소속       | 전북 군산                        | 민주통합당 탈당                                           | ±2          | 새누리당 171석 민주통합당 85석 자유선진당 14석 통합진보당 7석 창조한국당 2석 국민생각 1석 무소속 14석                              |
| 2012년 3월 14일  | 이진삼            | 자유선진당 → 무소속       | 충남 부여군·청양군               | 자유선진당 탈당                                           | ±1          | 새누리당 171석 민주통합당 85석 자유선진당 14석 통합진보당 7석 창조한국당 2석 국민생각 1석 무소속 14석                              |
| 2012년 3월 15일  | 장광근            | 새누리당                  | 서울 동대문 갑                   | 정치자금법 위반으로 의원직 상실                           | -1          | 새누리당 169석 민주통합당 84석 자유선진당 14석 통합진보당 7석 창조한국당 2석 국민생각 1석 무소속 16석                              |
| 2012년 3월 15일  | 정미경            | 새누리당 → 무소속         | 경기 수원 권선                   | 새누리당 탈당                                             | ±1          | 새누리당 169석 민주통합당 84석 자유선진당 14석 통합진보당 7석 창조한국당 2석 국민생각 1석 무소속 16석                              |
| 2012년 3월 15일  | 김재균            | 민주통합당 → 무소속       | 광주 북구 을                     | 민주통합당 탈당                                           | ±1          | 새누리당 169석 민주통합당 84석 자유선진당 14석 통합진보당 7석 창조한국당 2석 국민생각 1석 무소속 16석                              |
| 2012년 3월 18일  | 유정현            | 새누리당 → 무소속         | 서울 중랑구 갑                   | 새누리당 탈당                                             | ±1          | 새누리당 168석 민주통합당 84석 자유선진당 14석 통합진보당 7석 창조한국당 2석 국민생각 1석 무소속 18석                              |
| 2012년 3월 19일  | 신건              | 민주통합당 → 무소속       | 전북 전주 완산 갑                | 민주통합당 탈당                                           | ±1          | 새누리당 168석 민주통합당 83석 자유선진당 14석 통합진보당 7석 창조한국당 2석 국민생각 1석 무소속 19석                              |
| 2012년 3월 20일  | 배영식            | 새누리당 → 무소속         | 대구 중구·남구                   | 새누리당 탈당                                             | ±1          | 새누리당 167석 민주통합당 83석 자유선진당 14석 통합진보당 7석 창조한국당 2석 국민생각 1석 무소속 20석                              |
| 2012년 3월 21일  | 성윤환            | 새누리당 → 무소속         | 경북 상주                        | 새누리당 탈당                                             | ±1          | 새누리당 165석 민주통합당 82석 자유선진당 14석 통합진보당 7석 창조한국당 2석 국민생각 1석 무소속 22석                              |
| 2012년 3월 21일  | 김희철            | 민주통합당 → 무소속       | 서울 관악구 을                   | 민주통합당 탈당                                           | ±1          | 새누리당 165석 민주통합당 82석 자유선진당 14석 통합진보당 7석 창조한국당 2석 국민생각 1석 무소속 22석                              |
| 2012년 3월 22일  | 진성호            | 새누리당 → 무소속         | 서울 중랑구 갑                   | 새누리당 탈당                                             | ±3          | 새누리당 162석 민주통합당 80석 자유선진당 14석 통합진보당 7석 창조한국당 2석 국민생각 1석 무소속 27석                              |
| 2012년 3월 22일  | 이명규            | 새누리당 → 무소속         | 대구 북구 갑                     | 새누리당 탈당                                             | ±3          | 새누리당 162석 민주통합당 80석 자유선진당 14석 통합진보당 7석 창조한국당 2석 국민생각 1석 무소속 27석                              |
| 2012년 3월 22일  | 김성조            | 새누리당 → 무소속         | 경북 구미 갑                     | 새누리당 탈당                                             | ±3          | 새누리당 162석 민주통합당 80석 자유선진당 14석 통합진보당 7석 창조한국당 2석 국민생각 1석 무소속 27석                              |
| 2012년 3월 22일  | 박주선            | 민주통합당 → 무소속       | 광주 동구                        | 민주통합당 탈당                                           | ±2          | 새누리당 162석 민주통합당 80석 자유선진당 14석 통합진보당 7석 창조한국당 2석 국민생각 1석 무소속 27석                              |
| 2012년 3월 22일  | 조배숙            | 민주통합당 → 무소속       | 전북 익산 을                     | 민주통합당 탈당                                           | ±2          | 새누리당 162석 민주통합당 80석 자유선진당 14석 통합진보당 7석 창조한국당 2석 국민생각 1석 무소속 27석                              |
| 2012년 4월 11일  |                   | 창조한국당 → 무소속       |                                  | 총선 득표율 미달로 정당 등록 취소                         |             | 새누리당 162석 민주통합당 80석 자유선진당 14석 통합진보당 7석 무소속 30석                                                          |
| 2012년 4월 11일  | 국민생각 → 무소속 |                           |                                  | 총선 득표율 미달로 정당 등록 취소                         |             | 새누리당 162석 민주통합당 80석 자유선진당 14석 통합진보당 7석 무소속 30석                                                          |
| 2012년 4월 27일  | 선경식            | 무소속                    | 비례대표                         | 뇌출혈로 사망                                             | -1          | 새누리당 162석 민주통합당 80석 자유선진당 14석 통합진보당 7석 무소속 29석                                                          |
| 2012년 5월 11일  | 강성종            | 민주통합당                | 경기 의정부 을                   | 학교 자금 횡령 혐의으로 의원직 상실                       | -1          | 새누리당 162석 민주통합당 79석 자유선진당 14석 통합진보당 7석 무소속 29석                                                          |
| 2012년 5월 20일  | 이회창            | 자유선진당 → 무소속       | 충남 홍성군·예산군               | 자유선진당 탈당                                           | ±1          | 새누리당 162석 민주통합당 79석 자유선진당 13석 통합진보당 7석 무소속 30석                                                          |

## 중요한 의결과 평가

### 미디어법 처리
2009년 7월 이윤성 국회부의장은 이른바 미디어법의 핵심 법안 3개와 금융지주회사법안을 직권상정한 김형오 국회의장을 대신하여 사회권을 행사, 민주당 의원들의 격렬한 반발 속에 처리하였다.

### 한미 자유무역협정
2011년 11월 22일, 정의화 국회부의장은 대한민국과 미합중국 간의 자유무역협정을 비공개회의를 열어 표결하여 비준하였다. 재석 170인 중 찬성 151인, 반대 7인, 기권 12 인으로서 가결되었다.

## 같이 보기
- 대한민국 제18대 국회의원 목록
- 대한민국 제18대 총선
- 대한민국 제279회 국회 (2008년 연말 임시국회)